# 金海国際空港
金海国際空港（キメこくさいくうこう、英語: Gimhae International Airport）は、大韓民国の釜山広域市江西区大渚洞にある国際空港である。2019年の旅客数は1693万人だった。
軍民共用空港でもあり、大韓民国空軍第5空中機動飛行団が駐屯している。

## 概要
金海国際空港は1976年に開港した。釜山広域市に所在していながら金海国際空港と呼ばれるのは開港時の地名が慶尚南道金海郡（現・慶尚南道金海市）だったためである（その後、釜山直轄市北区を経て江西区となった）。空港は釜山西部の田園地帯に位置している。
釜山のみならず、ソウル（金浦国際空港）や済州など国内線への乗り換えも可能な、韓国南部の空の玄関口である。日本向けの国際線は東京/成田、大阪/関西、名古屋/中部、福岡、札幌/新千歳、沖縄/那覇、松山、熊本の8箇所の間に運航されている。
2001年、仁川に仁川国際空港が完成したのに伴い、ソウルでは国際線と国内線で空港が分離された。これを機に、金海国際空港を「国際線と国内線が同じターミナルで乗り換えできる韓国最大の空港」と位置付け、利便性の向上と利用客数の増加を図るため、ターミナルビルの建て替えが行われた。コンパクトで機能的な新国際線ターミナルは2007年11月1日より利用されており、国際線間の乗り継ぎも最小の移動距離で済むように設計されている。現在は、国際線ターミナルと国内線ターミナルは無料シャトルバスで連絡されている（両ターミナルは隣接しており、徒歩でも移動可能）。
金海国際空港が開港する以前は釜山市海雲台区の釜山飛行場が使われていた。これは1940年に旧日本軍により建設された水営飛行場が前身で、1946年より民間定期便が運行されており、1958年には釜山飛行場という名称になった。1976年に閉鎖され、跡地にはBEXCO、センタムシティなどが建設された。

## 国際線ターミナル
チェックインカウンターは、air busan専用のターミナルがありair busan利用者は専用カウンターまで行く必要がある。出国審査ゲートを通過した後の出発ロビーでは、簡単な軽食を提供する店が2つあり、デューティーフリーショップは、ロッテ免税店と景福宮免税店の2店舗ある。そのほか、コンビニエンスストアのCUが入居している。ラウンジはKALとair busanの2つが2階に並んで入っており共にプライオリティ・パスが使用できる。1階にはプライオリティ・パス専用ラウンジが設置されている。

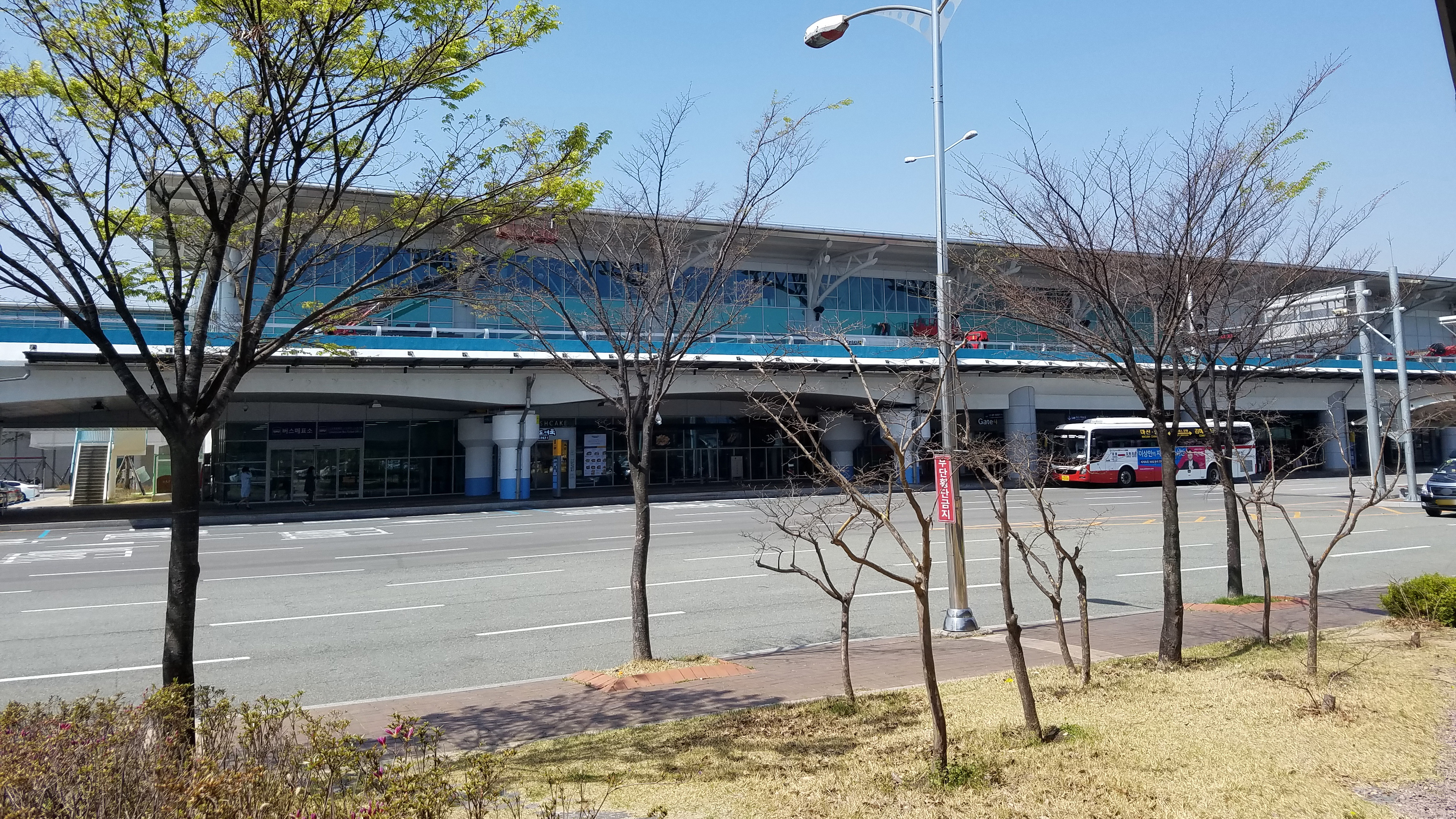
国際線ターミナル

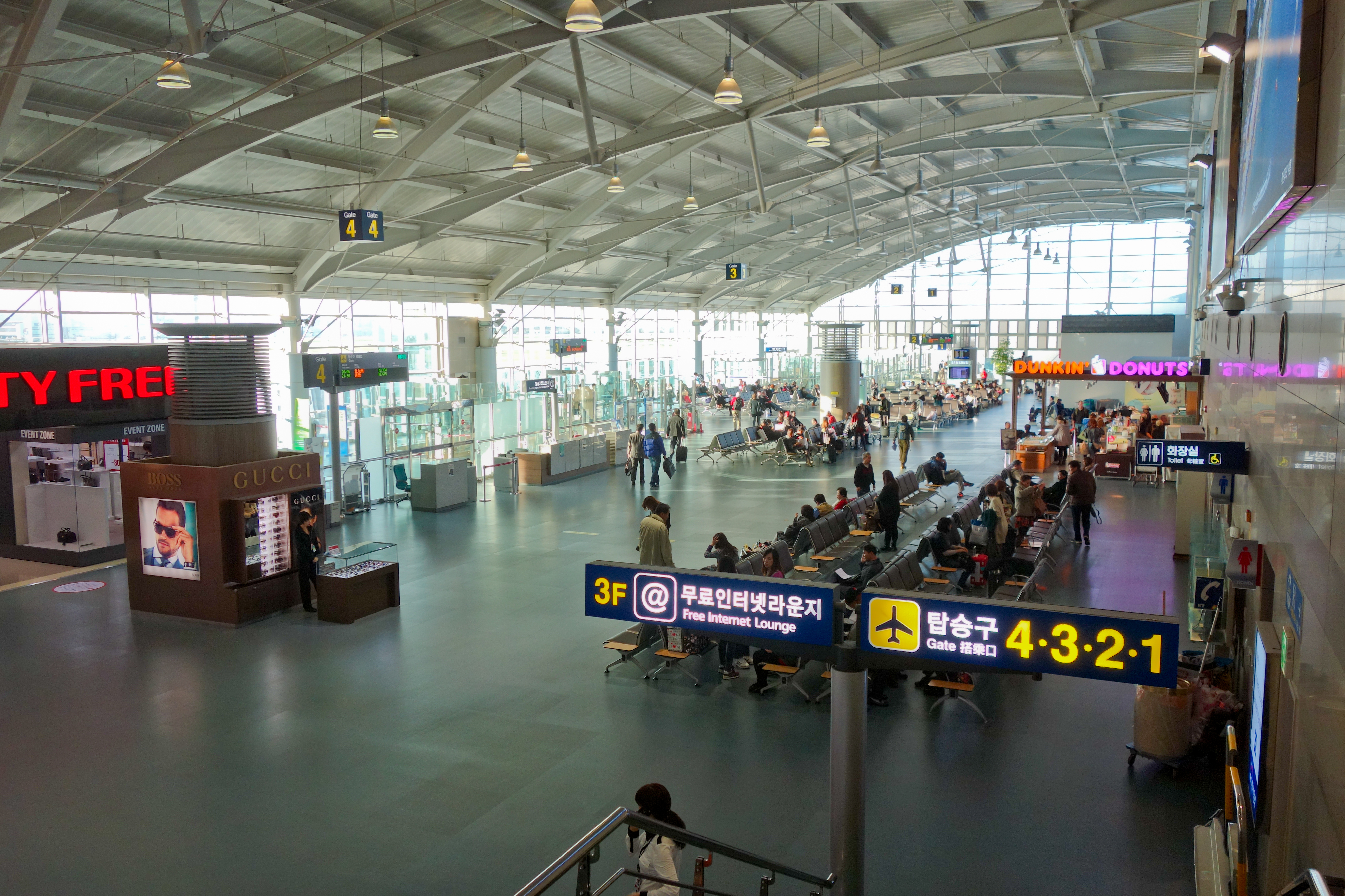
国際線出発ロビー
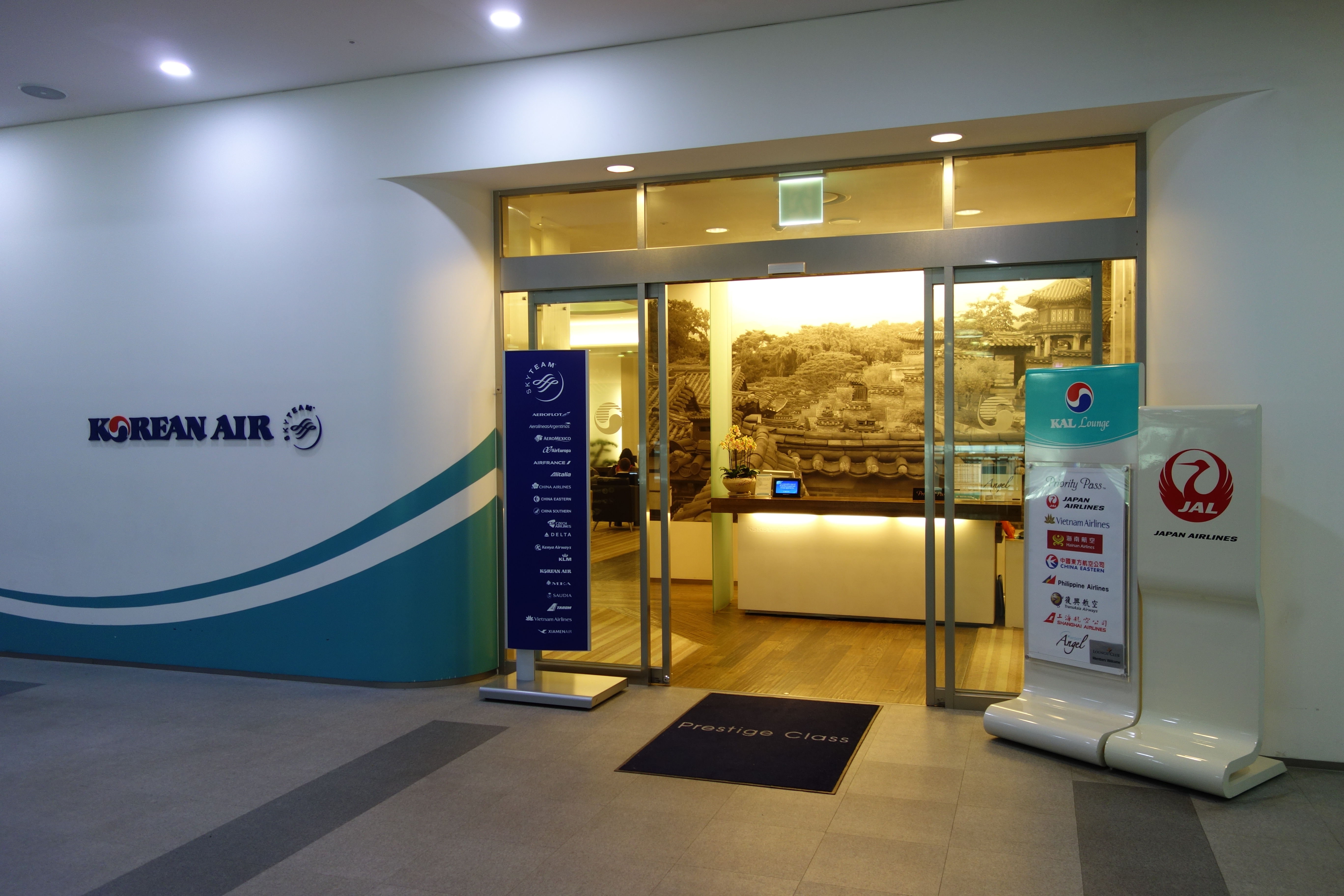
KALラウンジ
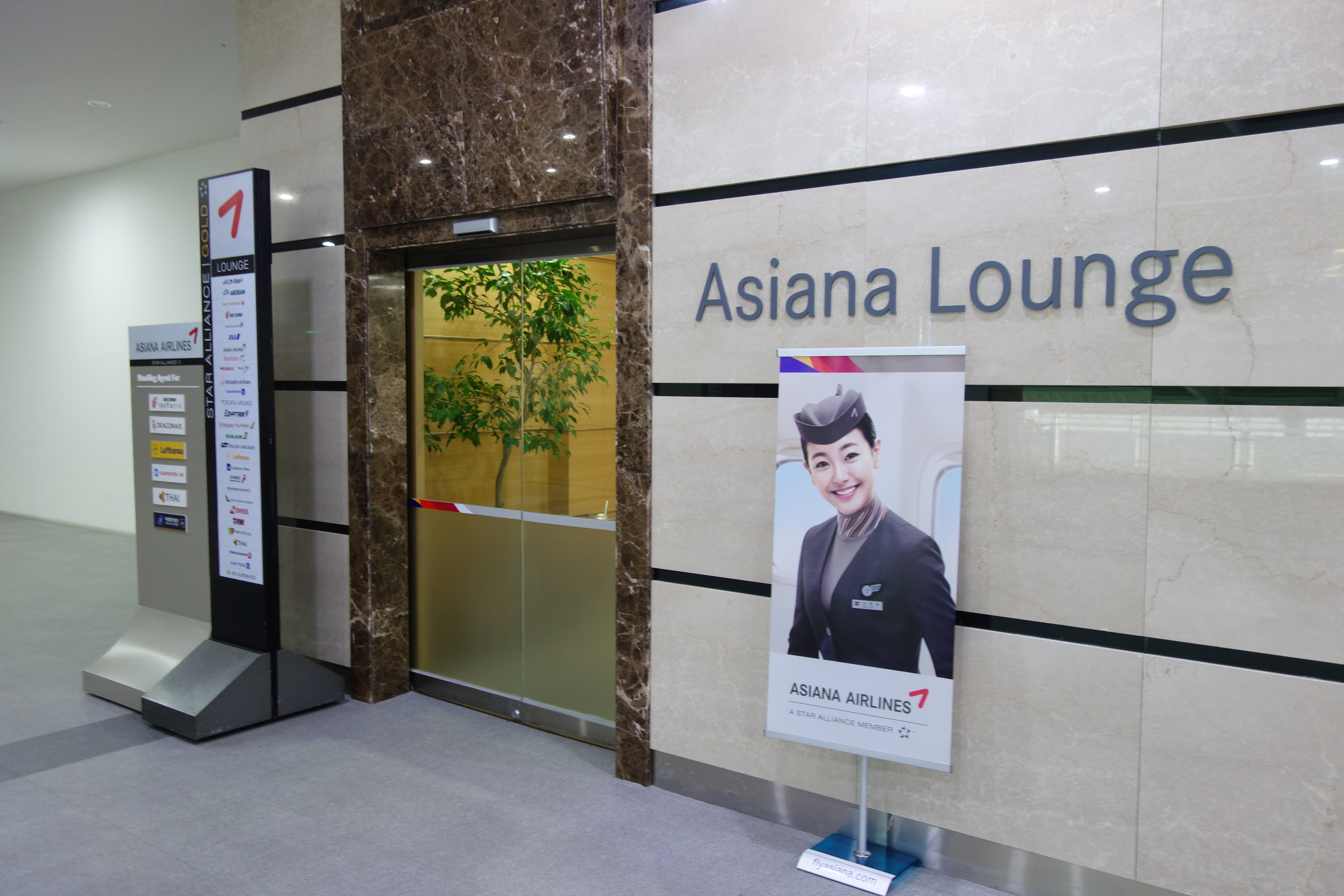
アシアナラウンジ
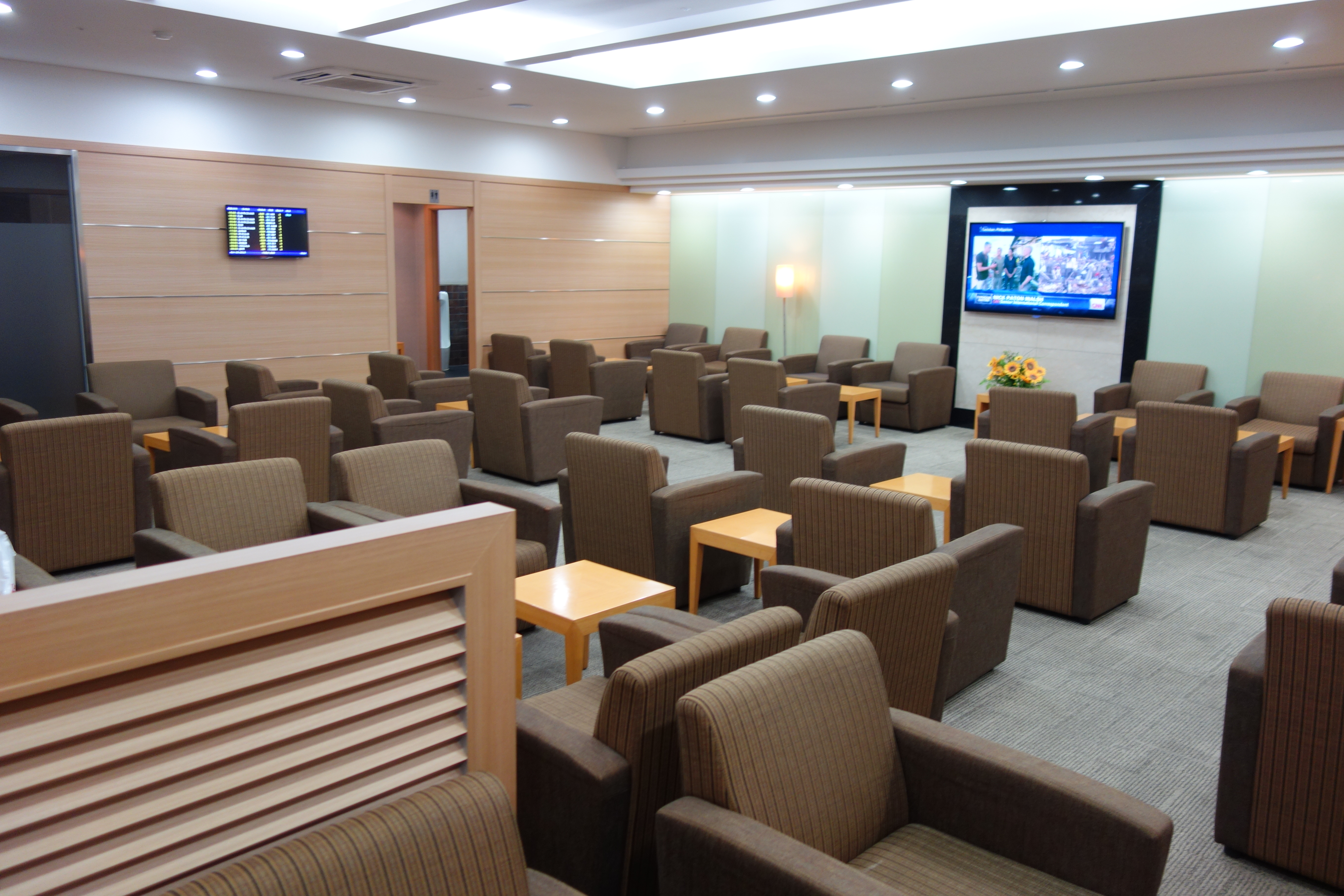
アシアナラウンジ （内部）
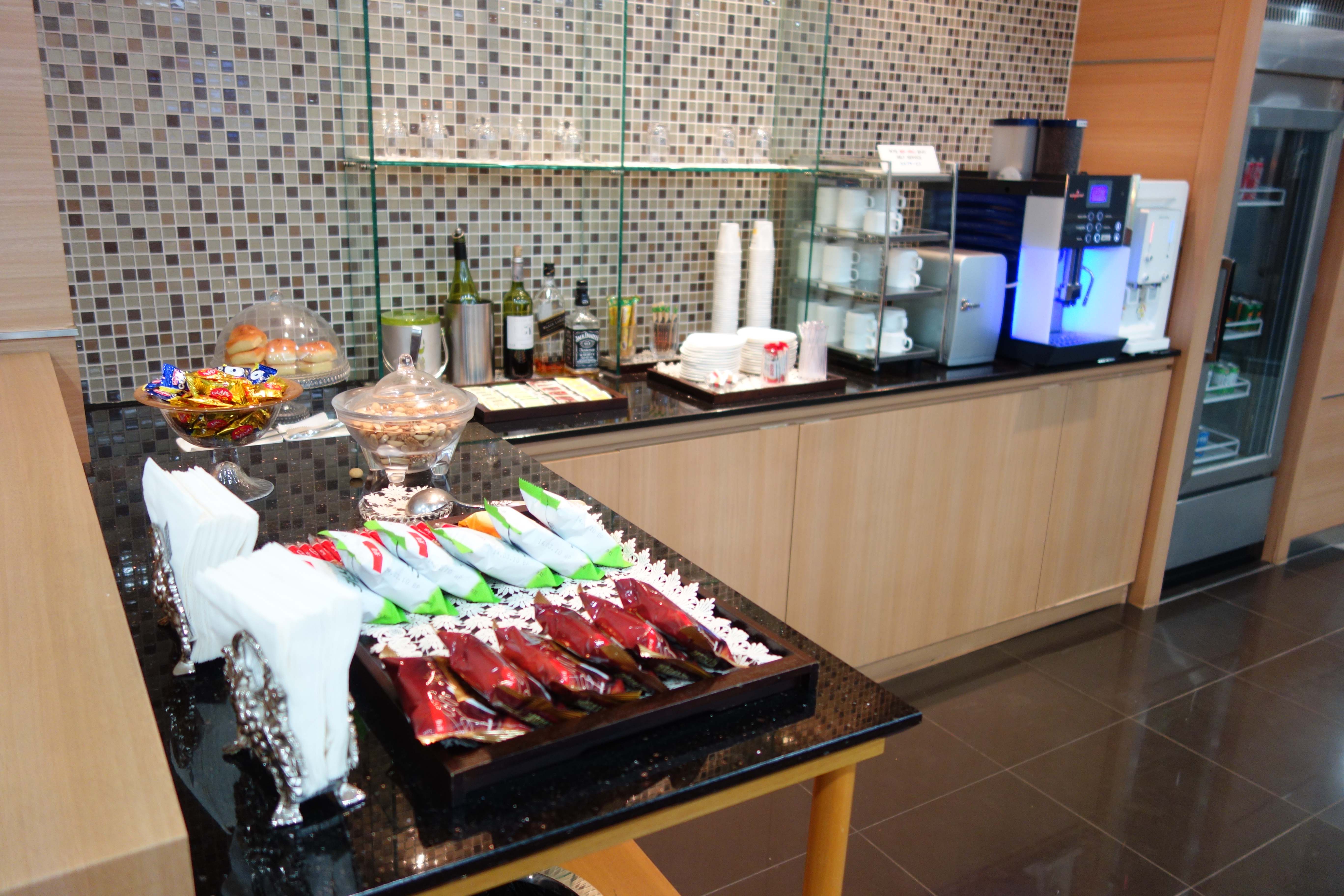
アシアナラウンジ （軽飲食）
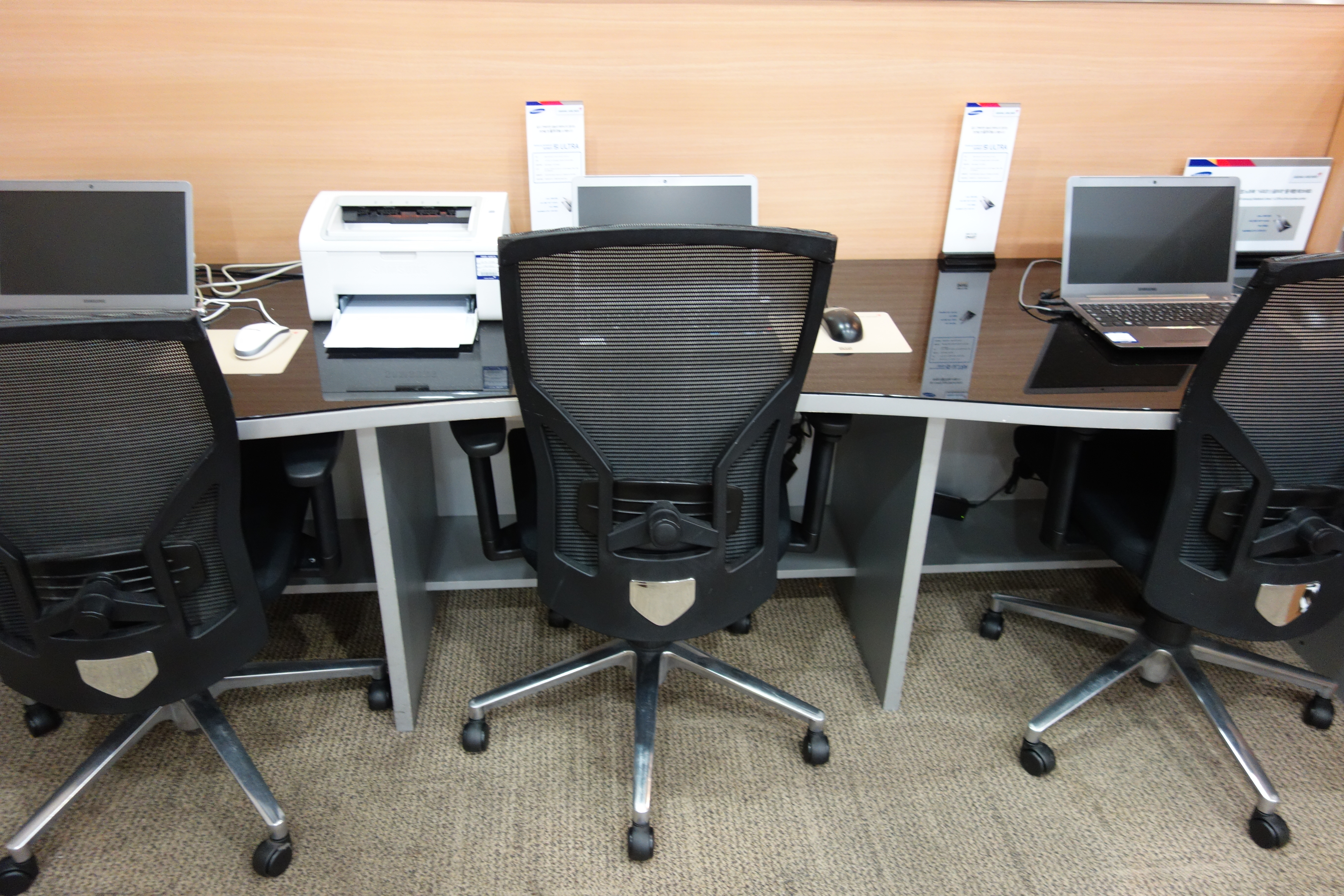
アシアナラウンジ （ビジネスコーナー）

## 就航航空会社と就航都市
日本航空（JAL）は、開港当初から同空港に就航していたが、近年は格安航空会社（LCC）との競争激化で低収益となっていたため、2021年に最後まで残っていた東京/成田線を廃止。営業所は閉鎖され、現在では大韓航空の便にコードシェアする形で乗り入れるのみとなっていて、韓国への自社定期便は全日本空輸（ANA）と同様、東京/羽田 - ソウル/金浦1路線だけになった。
| 航空会社             | 就航地 | ターミナル |
| -------------------- | --- | ---------- |
| 大韓航空             | ソウル/仁川、東京/成田、名古屋/中部、福岡、台北/桃園、上海浦東、青島、バンコク/スワンナプーム、ダナン、グアム | 国際       |
| 大韓航空             | ソウル/金浦、済州 | 国内       |
| アシアナ航空         | ダナン(2025年9月1日より運航再開予定) | 国際       |
| エアプサン           | 東アジア : 東京/成田、大阪/関西、福岡、札幌/新千歳、松山、延吉、青島、張家界、三亜、西安、香港、マカオ、台北/桃園、高雄、ウランバートル 東南アジア : パングラオ、ダナン、ニャチャン、バンコク/スワンナプーム、ヴィエンチャン、コタキナバル、デンパサール | 国際       |
| エアプサン           | ソウル/金浦、済州 | 国内       |
| チェジュ航空         | 東京/成田、大阪/関西、福岡、札幌/新千歳、上海/浦東、張家界、石家庄、台北/桃園、高雄(2025年10月3日より運航再開予定)、ウランバートル、セブ、パングラオ、ダナン、バンコク/スワンナプーム、コタキナバル、シンガポール                                        | 国際       |
| チェジュ航空         | ソウル/金浦、済州 | 国内       |
| ジンエアー           | 東京/成田、名古屋/中部、大阪/関西、札幌/新千歳、沖縄/那覇、クラーク、セブ、ダナン、ニャチャン、バンコク/スワンナプーム、グアム、ウランバートル | 国際       |
| ジンエアー           | ソウル/金浦、済州 | 国内       |
| ティーウェイ航空     | 大阪/関西、ニャチャン | 国際       |
| ティーウェイ航空     | ソウル/金浦 | 国内       |
| イースター航空       | 熊本、沖縄/那覇、台北/桃園、チェンマイ、オルドス(チャーター) | 国際       |
| イースター航空       | ソウル/金浦 | 国内       |
| 中国国際航空         | 北京首都 | 国際       |
| 中国南方航空         | 瀋陽、延吉 | 国際       |
| 中国東方航空         | 上海浦東 | 国際       |
| 上海航空             | 上海浦東 | 国際       |
| 春秋航空             | 上海浦東 | 国際       |
| 香港エクスプレス航空 | 香港 | 国際       |
| チャイナエアライン   | 台北/桃園 | 国際       |
| エバー航空           | 台北/桃園(2025年10月21日より運航開始予定) | 国際       |
| タイガーエア台湾     | 台北/桃園 | 国際       |
| MIATモンゴル航空     | ウランバートル | 国際       |
| フィリピン航空       | マニラ | 国際       |
| ベトナム航空         | ハノイ、ホーチミン、ニャチャン | 国際       |
| ベトジェットエア     | ハノイ、ホーチミン、ダナン、ニャチャン、フーコック | 国際       |
| シンガポール航空     | シンガポール | 国際       |

2025年3月現在

## 空港アクセス
- 釜山-金海軽電鉄

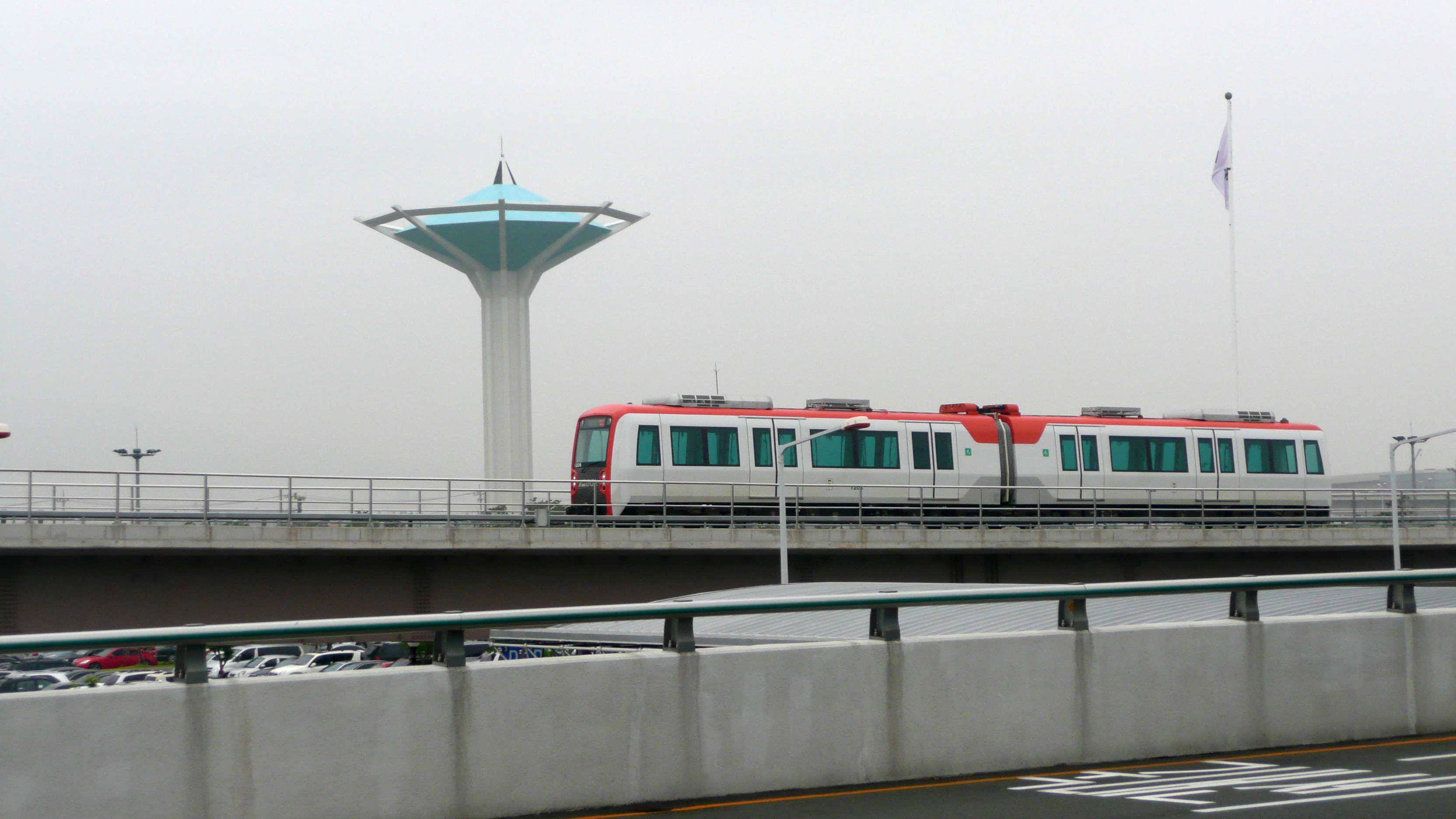
釜山-金海軽電鉄

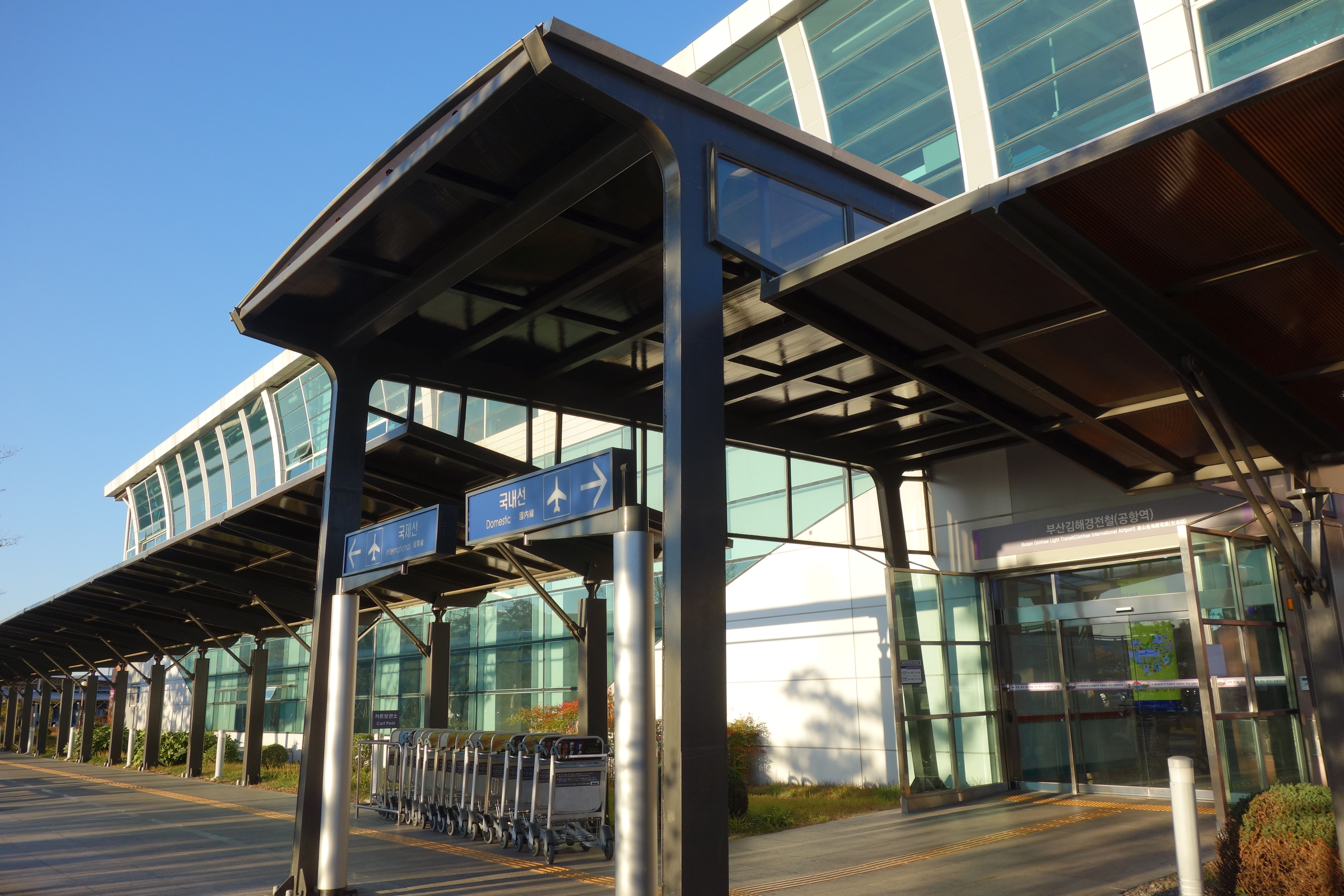
釜山-金海軽電鉄 空港駅

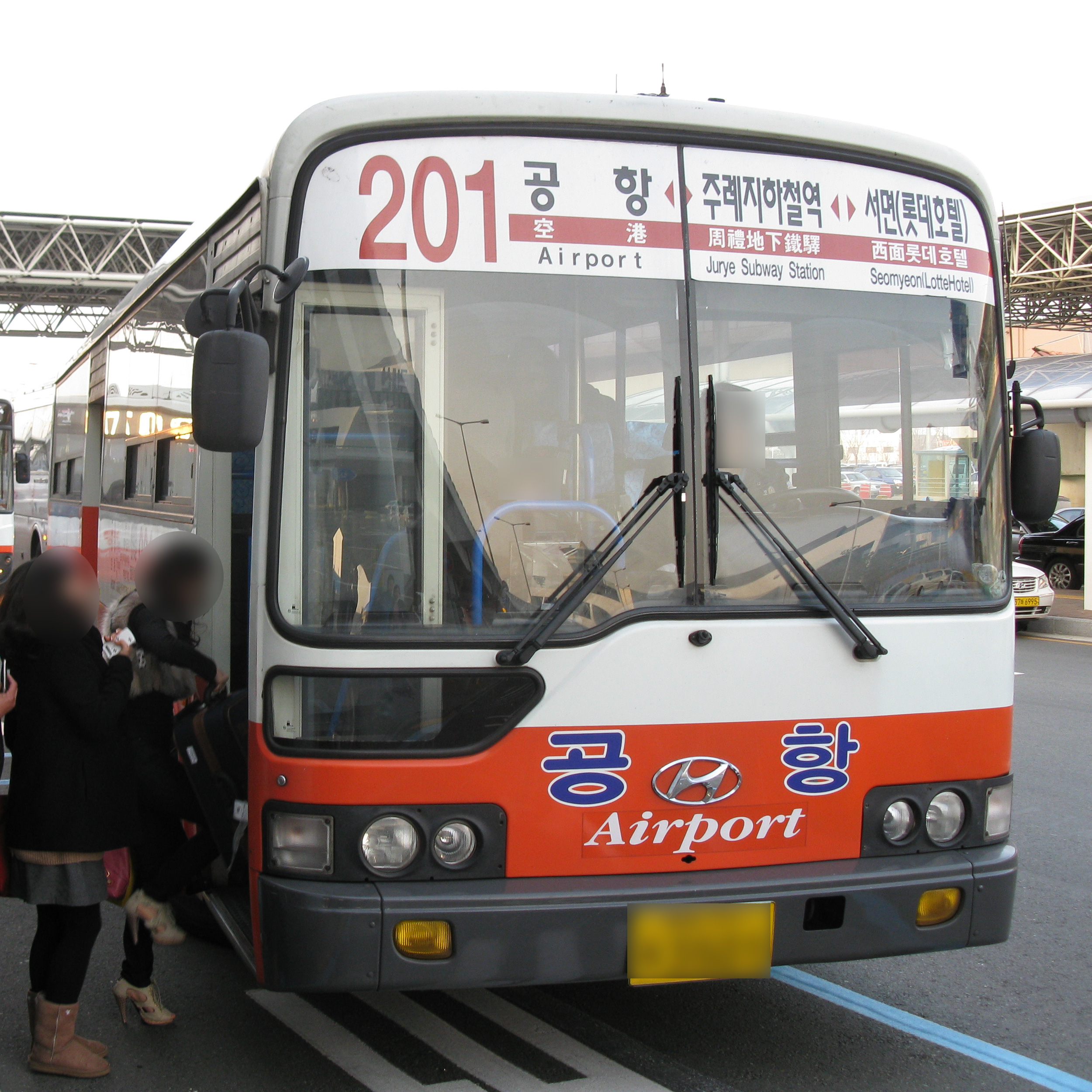
201番市内バス（廃止）

  - 空港駅 （釜山市中心部へのアクセスは、空港駅から沙上駅行きに乗車し、沙上駅で釜山都市鉄道2号線に乗り換える。）
- バス
  - 市内バス　
    - 307番：金海国際空港（Airport 공항）- 亀浦駅（Gupo Sta. 구포역）- 東萊駅（Dongnae Sta. 동래역）- BEXCO （벡스코） - 海雲台駅（Haeundae Sta. 해운대역）
    - 1009-1番：江西公営車庫地（Gangseo Public Garage 강서공영차고지）- 金海国際空港（Airport 공항）- 西面駅（Seomyeon Sta. 서면역）- ネオスポ （Neospot APT 네오스포）
    - 1012番：金海国際空港（Airport 공항） - 江西区庁駅（Gangseo-gu Office Sta. 강서구청역） - 東院駅（Dongwon Sta. 동원역） - 金谷駐車場（Geumgok Garage 금곡주차장）
    - 2029番：金海国際空港（Airport 공항）- 西面駅（Seomyeon Sta. 서면역）- 水営駅（Suyeong Sta. 수영역）- BEXCO（벡스코）- 萇山駅（Jangsan Sta. 장산역）- 海雲台白病院（Haeundae Paik Hospital 해운대백병원）

  - 高速バス：慶州、浦項方面など
  - マウルバス11番、13番が釜山都市鉄道3号線江西区庁駅、京釜線亀浦駅まで運行されている。
- タクシー　一般タクシーと模範タクシーがある。
  - 西面から約20分、南浦洞から約35分、東萊区から約35分、海雲台から約55分。

## 今後の予定
2013年内に新たな就航都市を11箇所まで増やし、また国際線の増便を行なう。当空港はこれらの新規就航や増便に合わせ、1119億ウォン（日本円で約97億円）を投じてボーディングブリッジの増強と手荷物受取所のベルトコンベアを増設するなど、施設の拡張工事を行なう。8月中に設計を終え、2015年の完成を目指して年末頃に工事の着工へ入る。
手狭になっていることから、現在の空港隣接地に滑走路1本、新ターミナルを建設する金海新空港建設計画が2016年に決定したものの、2020年11月17日、国務総理室傘下の金海新空港検証委員会は、「根本的な検討が必要」とする検証結果を発表し、金海新空港建設計画は事実上白紙撤回された。そのため、新空港の建設予定地は加徳島になるものとみられる。
2022年4月27日、新空港の建設予定地が加徳島に決定。2025年後半に着工、2035年開港予定。

## 事故
- 2002年4月15日、金海国際空港へ着陸進入を行っていた中国国際航空129便（ボーイング767-200ER）が空港北西の山に墜落し、乗員乗客166人中129人が死亡した[13]。
- 2025年1月28日、金海国際空港で離陸準備中のエアプサン機（エアバスA321）が炎上した。乗員乗客176名は全員脱出した[14]。